# Trithrinax

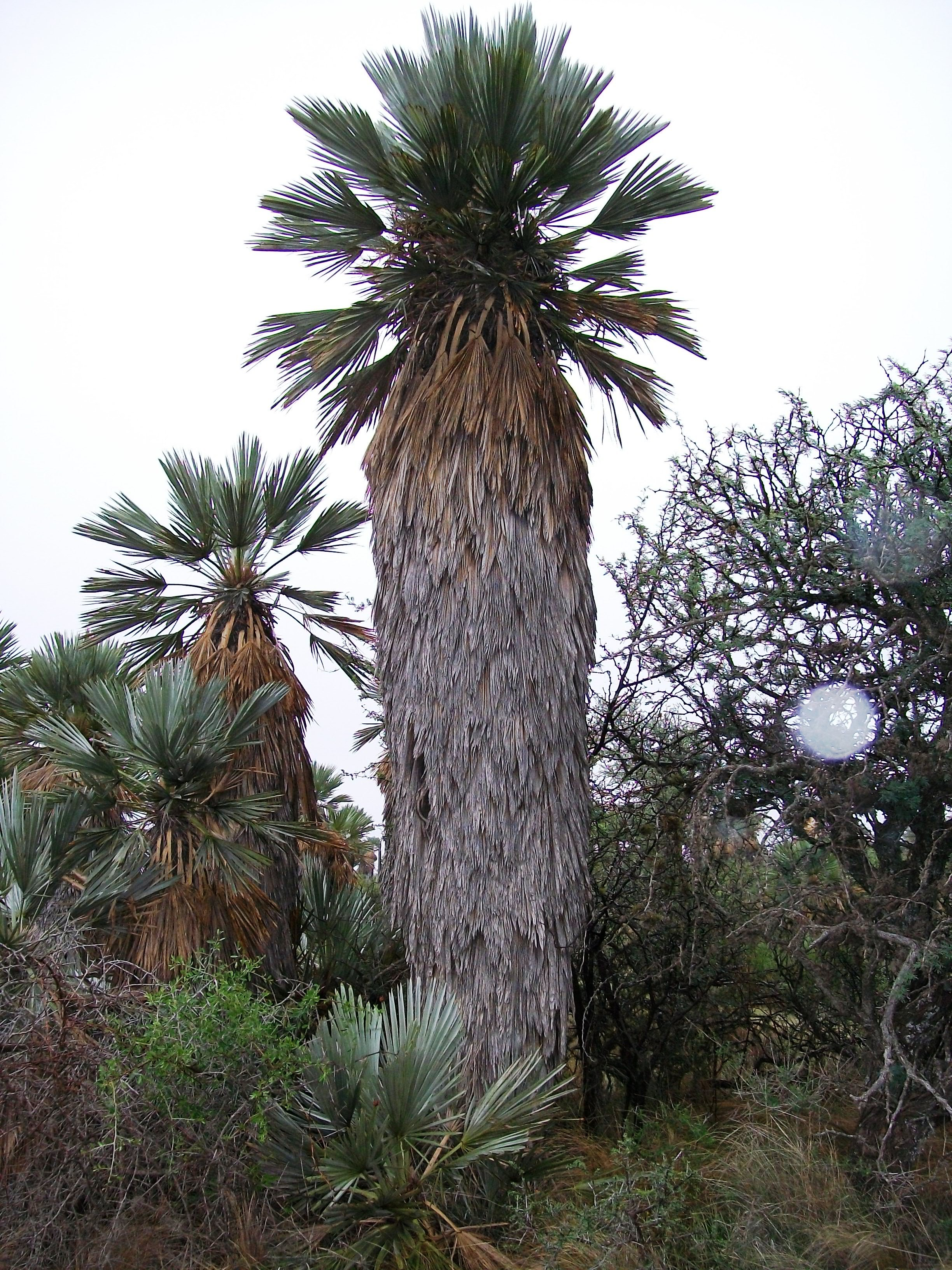
Trithrinax brasiliensis

Trithrinax je nevelký rod palem, zahrnující 4 druhy rozšířené v jižní polovině Jižní Ameriky. Jsou to středně vysoké palmy s dlanitými listy a přímými kmeny pokrytými vláknitými a ostnitými listovými pochvami. Květenství jsou bílá a poměrně krátká, plody jsou bílé a kulovité.
Jsou to palmy poměrně mnohostranného lokálního významu. Jsou také pěstovány jako okrasné rostliny a lze se s nimi setkat i v jižní Evropě.

## Popis
Zástupci rodu Trithrinax jsou středně velké, jednodomé, ostnité palmy dorůstající výšky max. 15 metrů. Kmen je solitérní nebo vícečetný, přímý, pokrytý vytrvalými listovými pochvami, ve stáří někdy olysávající. Listy jsou dlanité, induplikátní, po odumření vytrvávající na rostlině. Čepele jsou vějířovité až téměř okrouhlé, dlanité nebo jen velmi krátce dlanitozpeřené, členěné na četné, jednoduše přeložené úkrojky. Okraj řapíku je rovný, ostrý, bez ostnů. Listové pochvy jsou trubkovité, proměňující se ve vláknitou a často i poněkud dřevnatou změť, horní vlákna se přeměňují v tuhé ostny. Hastula je přítomna na líci i na rubu listové čepele.
Květenství jsou jednotlivá, robustní a relativně krátká, krémově bílá, zahnutá, větvená do 3. řádu, krátce stopkatá, vyrůstající mezi bázemi listů. Květy jsou v rámci květenství jednotlivé, krátce stopkaté. Kalich i koruna jsou trojčetné. Tyčinek je 6, mají volné nitky a jsou asi 2x delší než koruna. Gyneceum je složeno ze 3 volných plodolistů obsahujících po 1 vajíčku. Čnělka je krátká až dlouhá, přímá nebo prohnutá. Plody jsou bílé, hladké, kulovité, jednosemenné, s jizvou po čnělce na vrcholu. Mezokarp je dužnatý, endokarp tenký a papírovitý. Semena jsou kulovitá.

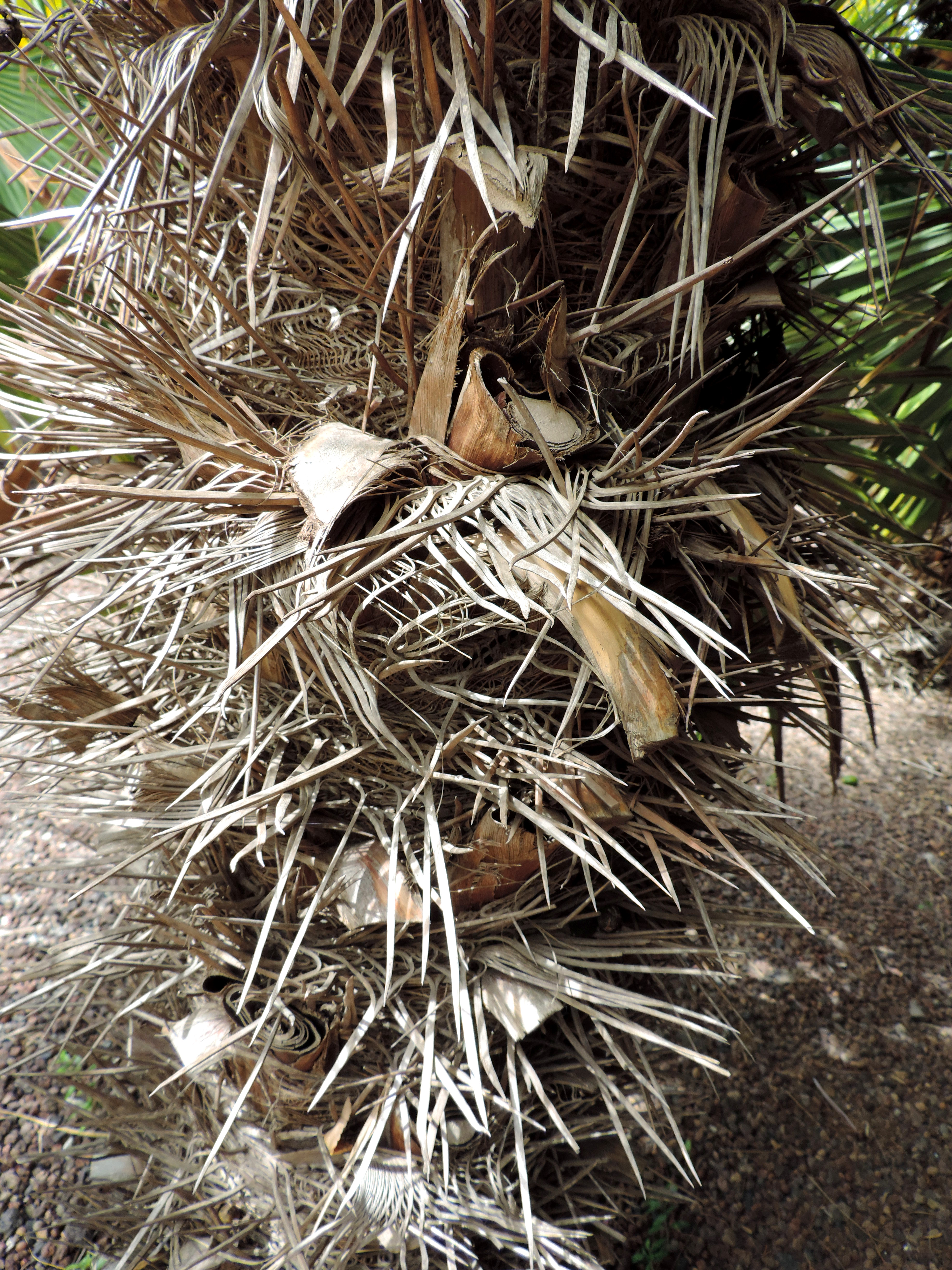
Ostny na kmeni T. acanthocoma
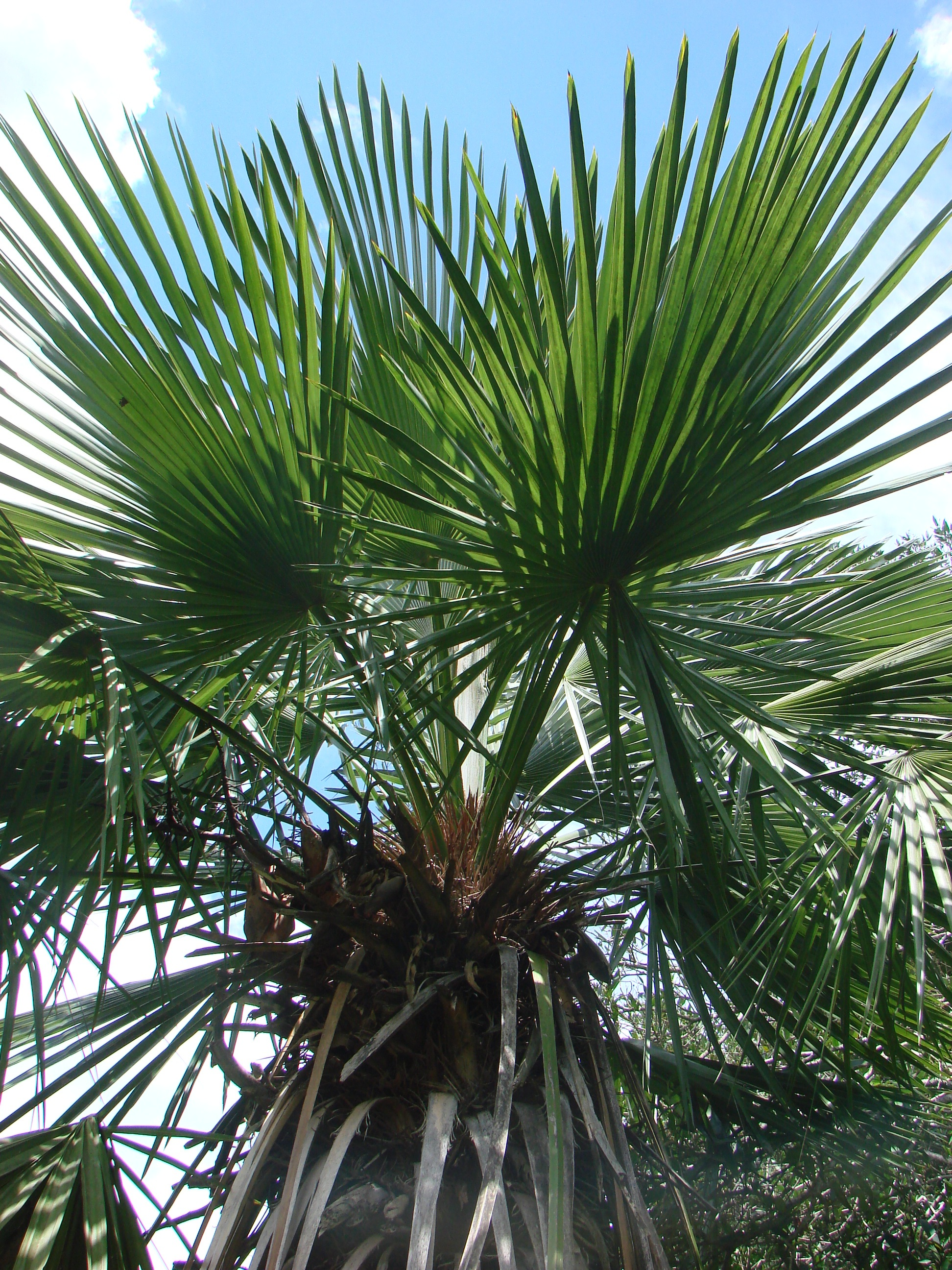
Listová koruna T. brasiliensis
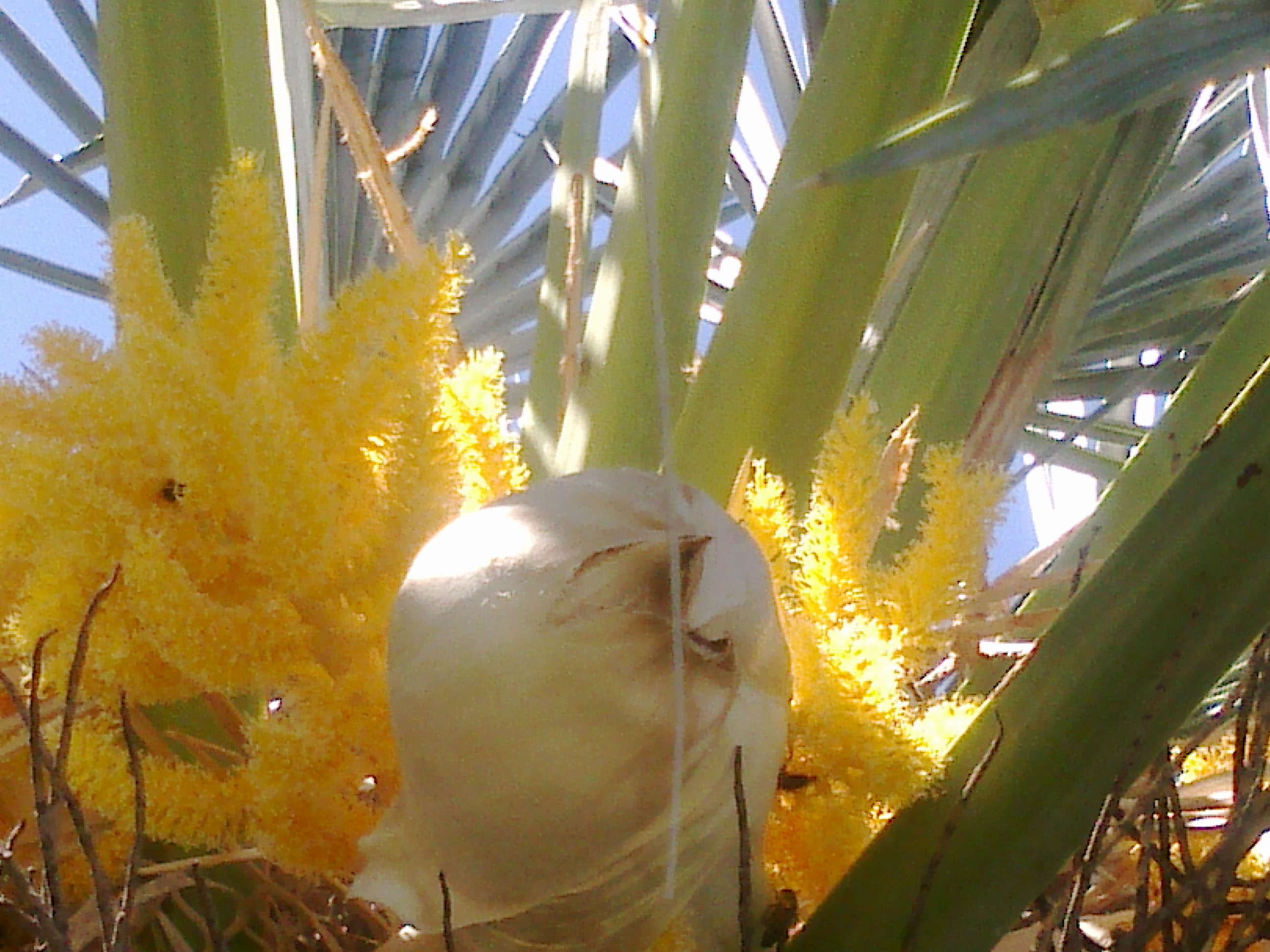
Květenství T. campestris
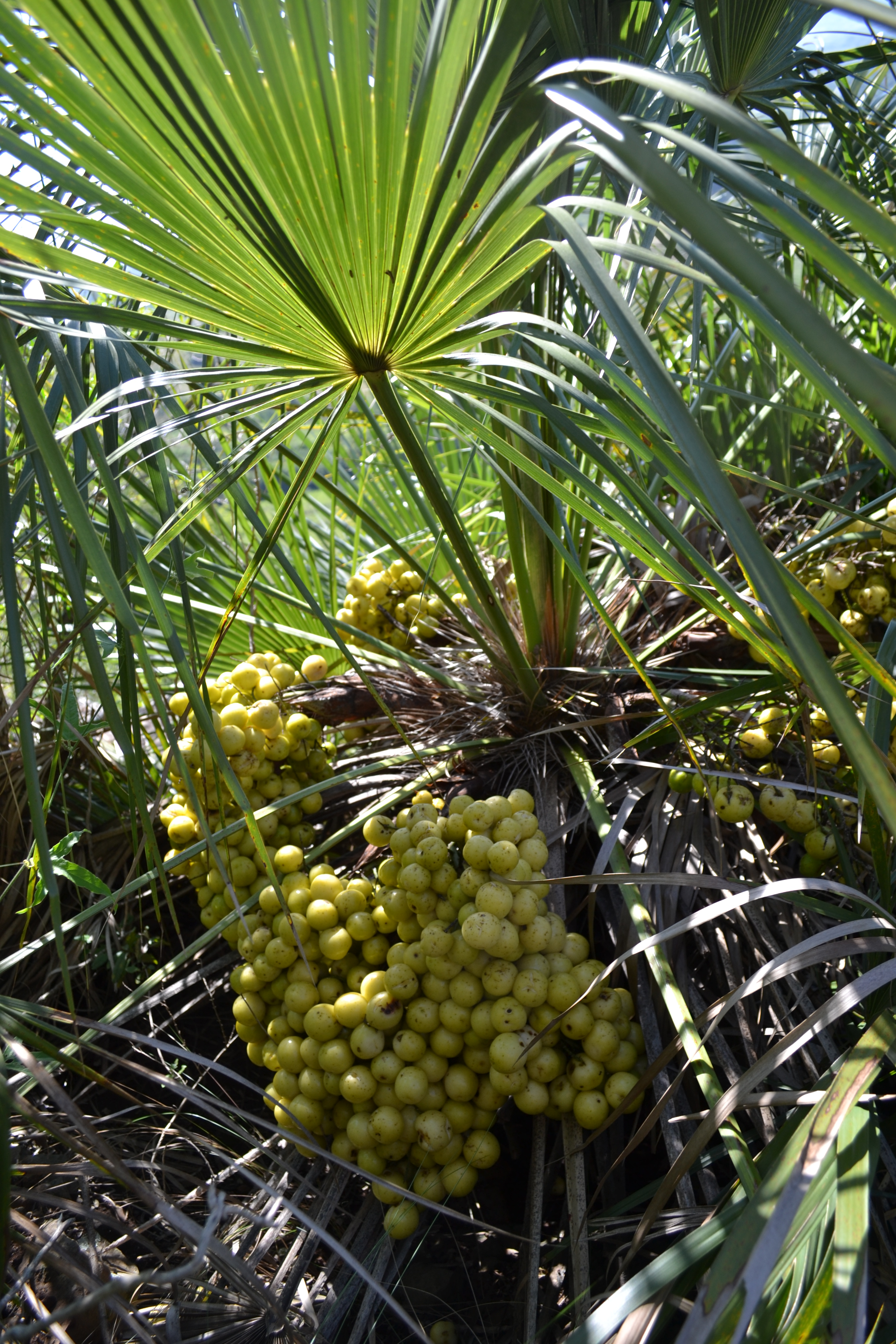
Nezralé plodenství T. brasiliensis

## Rozšíření
Rod Trithrinax zahrnuje 3 nebo 4 druhy. Je rozšířen v jižní polovině Jižní Ameriky. Největší počet druhů roste v Brazílii. Největší areál má druh T. schizophylla, rozšířený v západní Brazílii, Paraguayi, severní Argentině a jihovýchodní Bolívii. Druh T. campestris roste v severní Argentině a přilehlé oblasti Uruguaye. Zbývající 2 druhy jsou endemity jižní Brazílie.
Zástupci rodu rostou v subtropických oblastech Jižní Ameriky. T. schizophylla roste v písčitých mokřinách a podél vodních toků, ostatní druhy se vyskytují v suchých lesích i na otevřených stanovištích na horských svazích. Vyskytují se zejména na vápenatých nebo zasolených půdách a nezřídka vytvářejí husté skupiny.

## Taxonomie
Rod Coccothrinax je v rámci systému palem řazen do podčeledi Coryphoideae a tribu Cryosophileae. Příbuzenské vztahy k ostatním zástupcům tohoto tribu nejsou dosud dořešeny. Jihobrazilský druh T. acanthocoma je v revizi rodu Trithrinax, vydané roku 2013, uváděn jen jako varieta druhu T. brasiliensis.

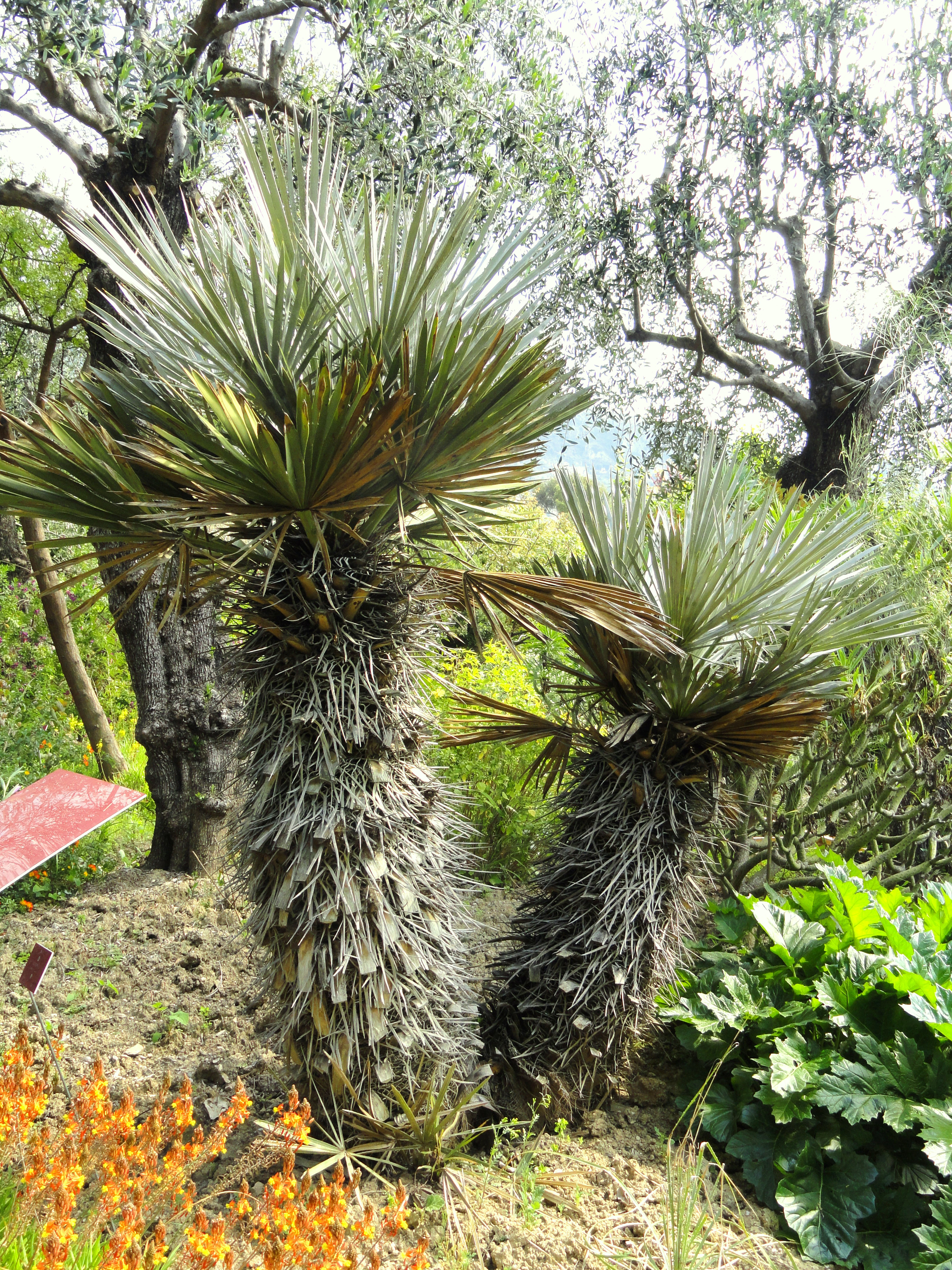
Trithrinax campestris v botanické zahradě ve Francii

## Význam
Plody těchto palem slouží domorodcům v Jižní Americe jako potrava a ze semen se získává olej. Z plodů se také lokálně vyrábějí alkoholické nápoje. Kmeny jsou zdrojem stavebního dřeva a listy slouží jako střešní krytina.
Zástupci tohoto rodu jsou velmi odolné palmy, snášející sucho, chlad a silně zásadité i zasolené půdy. Vyžadují plné slunce a sušší, velmi dobře propustnou půdu. Ceněným okrasným druhem je zejména
T. campestris. Je to velmi odolná palma, snášející bez poškození mrazy až -12 °C. Rovněž T. acanthocoma snáší mráz až -6 °C. 